# Enseignant contractuel des universités
En France, les enseignants contractuels des universités sont des enseignants recrutés pour des durées déterminées ou indéterminées, par contrat. Ils diffèrent ainsi des fonctionnaires.
Jusqu'à 2007, les présidents d'université n'avaient pas la possibilité de recruter des personnels enseignants contractuels pour une longue durée. Il existe cependant trois types d'enseignant contractuel : les ATER, les professeurs associés et les doctorants contractuels.
Les ATER (attaché temporaires d'enseignement et de recherche) sont, en général, des étudiants en fin de thèse de doctorat pouvant enseigner dans le cadre d'un statut d'agent contractuel. Rémunérés sur la base de 128 heures de cours par an pour un plein temps, les ATER assurent 192 heures équivalent TD, leur contrat est d'un an renouvelable seulement une fois.
Les professeurs associés assurent un mi-temps ou un temps plein d'enseignement, soit 96 ou 192 heures équivalent TD par an, parallèlement à une activité professionnelle.
Les doctorants contractuels sont recrutés durant la période de leur thèse de doctorat (jusqu'à 3 ans) pour assurer 64 heures éq. TD par an.
Les chargés de cours sont des professionnels payés à l'heure d'enseignement et demeurent des contractuels soumis à un régime juridique spécifique puisqu'ils sont recrutés pour effectuer des vacations d'enseignement comprenant outre l'enseignement proprement dit, l'ensemble du travail de préparation, de supervision et de suivi administratif, d'évaluation et de sanction des connaissances des étudiants. Il peut s'agir de professionnels ayant une activité (chargé d'enseignement vacataire) ou d'étudiant ou retraités (agent temporaire d'enseignement). Payé sur budget propre de l'université selon le taux fixé par arrêté ministériel, leur nombre n'est pas limité. Seuls les agents temporaires d'enseignement ont un nombre d'heures limité. Un vacataire peut effectuer une heure ou plus de 192 heures équivalent travaux dirigés annuellement.

## Réforme 2008 et loi LRU
Le "projet de loi relatif aux libertés et responsabilités des universités" (Loi sur l'autonomie des universités ou loi LRU) entend modifier les conditions de recrutement et de financement des enseignants contractuels.
Les articles 15 et 16 permettent aux présidents d'université de recruter "pour une durée déterminée ou indéterminée des agents contractuels (…) pour assurer (...) des fonctions d'enseignement ou de recherche". 
Cette disposition a été contestée car si le cadre usuel des enseignants chercheurs est prévu par des décrets et textes à portée nationale, il n'en est pas de même pour les contractuels qui peuvent ainsi se voir confier un service qui serait normalement illégal de prévoir (supérieur à 100 % du temps plein) ou en l'absence de garanties statutaires.
Au niveau national un enseignant du supérieur doit assurer un service de 384 heures équivalent TD (ce temps inclus le même travail que pour une vacation d’enseignement) ou son équivalent en cours magistraux ou travaux pratiques. Dans la plupart des cas les enseignants chercheurs assurent 50 % de leur service en enseignement et 50 % en recherche (donc 192 heures TD).
Pour un contractuel rien n'interdit juridiquement de définir un temps plein comme étant supérieur à 384 heures TD. Les contractuels sont souvent des jeunes docteurs dans une situation de dépendance envers leur employeur.
Enfin, les garanties constitutionnelles d’indépendance des chercheurs et enseignants chercheurs ainsi que les modalités de recrutement ne sont régis que par des recommandations nationales. Ainsi le recrutement peut faire appel à un jury (comité de sélection, comité ad hoc) mais cela n'est pas obligatoire.